# Palazzo di Giustizia (Catanzaro)
Il Palazzo di Giustizia di Catanzaro è ubicato in Via Argento.